# Nigara gracilis
Nigara gracilis là một loài ruồi trong họ Tachinidae.